# Ambrożów
Ambrożów is een plaats in het Poolse district  Starachowicki, woiwodschap Święty Krzyż. De plaats maakt deel uit van de gemeente Pawłów en telt 440 inwoners.